# Robert Schuman
Denne side handler om den franske politiker. For den tyske komponist, se Robert Schumann.
Robert Schuman (29. juni 1886 i Clausen, Luxembourg – 4. september 1963 i Scy-Chazelles nær Metz i Frankrig) var en fransk kristelig-demokratisk politiker.
Schuman blev uddannet i Tyskland og var før 1914 advokat i det tyske Lothringen, nu Lorraine. Han blev politiker efter indlemmelsen i Frankrig i 1919 . Han brød tidligt med Pétain og dennes samarbejde med for tyskerne. Efter krigen blev han finansminister og senere premierminister. Han arbejdede ihærdigt for en fransk-tysk udsoning og er en af Den europæiske Unions fædre. Sammen med Jean Monnet udarbejdede han Schuman-planen for Det Europæiske Kul- og Stålfællesskab, en forløber for EU.